# وای (ترانه کیت بوش)
«وای» (به انگلیسی: WOW) تک‌آهنگی از کیت بوش خواننده/ترانه‌سرای اهل بریتانیا است که در سال ۱۹۷۹ میلادی منتشر شد. این تک‌آهنگ در آلبوم شیردل قرار داشت.